# Bryum pohliaeforme
Bryum pohliaeforme là một loài rêu trong họ Bryaceae. Loài này được Brid. mô tả khoa học đầu tiên năm 1826.